# Josef Václav Bohuslav Pilnáček
Josef Václav Bohuslav Pilnáček (21. února 1877 Hradec Králové – 11. května 1949 Hradec Králové) byl podnikatel, majitel továrny na mýdla a dlouholetý starosta města Hradce Králové.

## Rodina a vzdělání
Narodil se do významné továrnické rodiny mydlářů v Hradci Králové (sám představoval čtvrtou generaci rodinné mýdlařské tradice). Jeho otcem byl Josef Pilnáček, zakladatel továrny na mýdla, a matkou Hermína, roz. Weidnerová.
Nejprve studoval gymnázium v Hradci Králové, poté obchodní akademii v Chrudimi, kde v roce 1894 maturoval.
Jeho manželkou byla Anna, rozená Čeledová. Společně měli dceru Evu, provdanou Porkertovou (7. listopadu 1908 – 14. listopadu 1995).

## Továrník
Po studiu získával cenné zkušenosti v průmyslových závodech v západní Evropě (v Německu). Po absolvování praxe nastoupil do rodinné společnosti, působil tam jako prokurista. Společně s otcem se podílel na rozvoji výrobního areálu na Pospíšilově třídě. V roce 1912 se stal společníkem v tehdy otcově firmě, kterou následně dále pozvedl. Závod technicky a výrobně inovoval. Jako nejvýznamnější krok lze zřejmě označit instalaci linky na odlučování glycerinu z mastných kyselin. Stroje byly získány ze zaniklé mýdlárny v Bregenzu.
Majitelem rodinné továrny na výrobu mýdel byl až do února 1948, kdy byla znárodněna a převedena do nově vznikajících Československých tukových závodů, aby posléze byla zcela zrušena. Následně mu nebyla povolena ani živnost (10. března 1949).

## Starosta
Byl členem československé národně demokratické strany. Od roku 1919 byl členem zastupitelstva v Hradci Králové a svého času také místostarostou. Když byl v roce 1929 zvolen starostou, neměl svou úlohu lehkou, protože přebíral funkci po svém předchůdci Františku Ulrichovi, za kterého město vzkvétalo a který stál v čele města 34 let. Musel čelit nejen zpochybněním svých voleb, také hospodářské krizi a v neposlední řadě i německým okupantům. V úřadě byl třináct let, mezi lety 1929 a 1942.
I v těchto podmínkách se zasloužil o dokončení urbanistické koncepce Hradce Králové; za jeho éry byla postavena nová budova hlavního vlakového nádraží, městské lázně, Novákovy garáže, stavební škola, budova krajského soudu. Společně se svým předchůdcem tak významně ovlivnili vzhled města, díky čemuž se Hradci Králové začalo říkat „Salon republiky“.
Na základě rozhodnutí městského zastupitelstva poslal v roce 1939 pozdravný telegram Adolfu Hitlerovi, kolaborantem však nikdy nebyl. Za německé okupace dlouho vzdoroval snahám o zrušení české samosprávy Hradce Králové. Společně s dalšími zastupiteli se v roce 1939 rozhodl zůstat ve funkci, a zabránit tak předání moci německé okupační správě. Funkci starosty složil až pod nátlakem o tři roky později, dne 31. března 1942. Městu odkázal finance z účtu, kam vkládal starostovský plat.

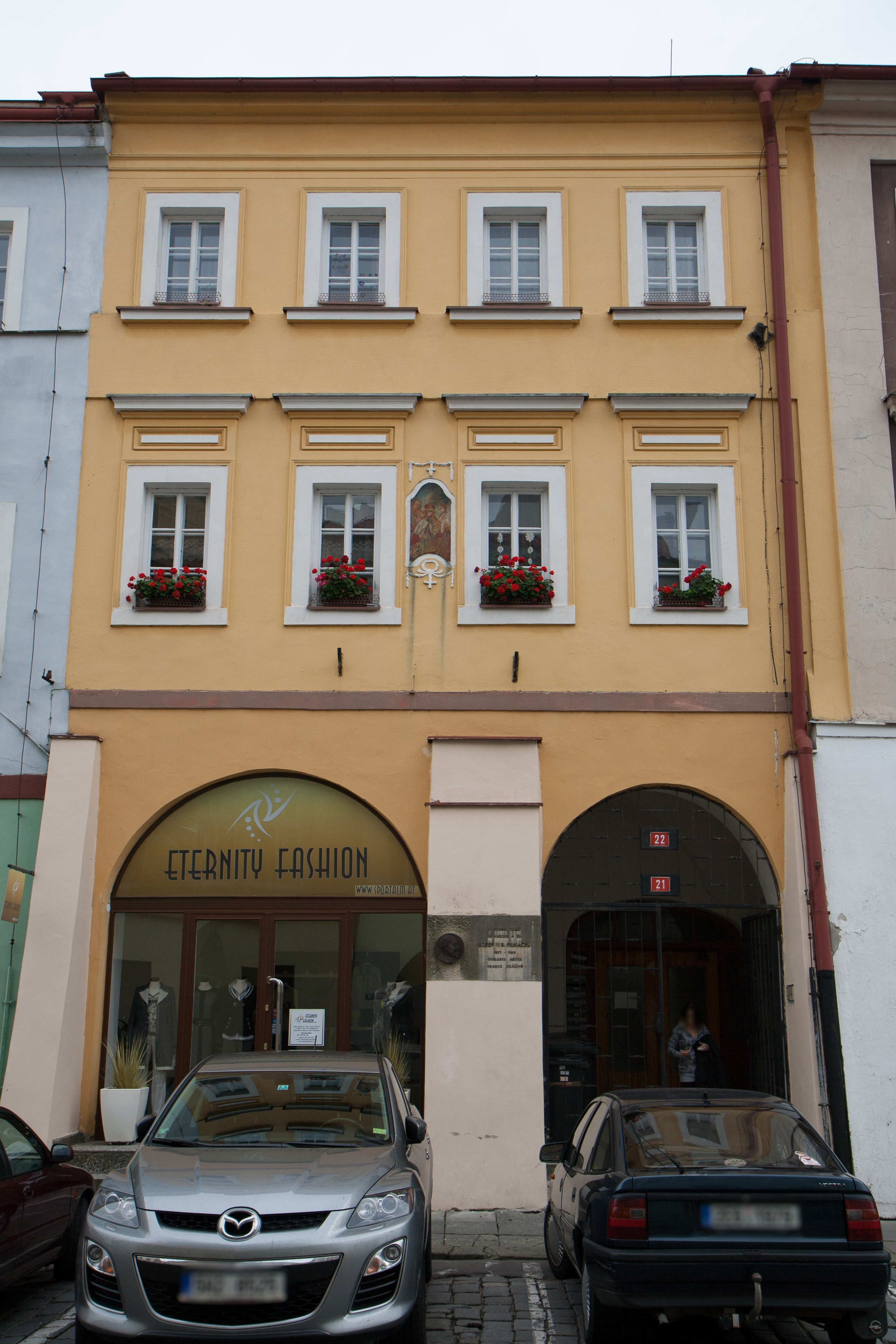
Rodný dům

## Další aktivity
Ve volném čase se věnoval lyžování a turistice, a dokonce se stal průkopníkem lyžování v Krkonoších. zasloužil se i o rozvoj pěší turistiky v Orlických horách. Byl majitelem hotelu Panorama a Jiráskova domu v Deštném v Orlických horách. Finančně podporoval výstavbu Masarykovy chaty na Šerlichu.
S jeho aktivitami souviselo také členství v mnoha spolcích. Byl členem ústředního výboru Národní jednoty severočeské a čestným předsedou Svazu lyžařů republiky Československé. Mezi další spolky, v nichž byl členem patří: Rotary klub Hradec Králové, Klub českých (a později československých) turistů (osm let jednatelem hradeckého odboru, dne 27. března 1931 jmenován čestným členem hradeckého odboru), Sokol Hradec Králové, Jednota umělců výtvarných.

## Úmrtí
11. května 1949 byl Josef Pilnáček přepaden a ubit k smrti. Okolnosti vraždy zůstávají dodnes nejasné; podle některých historiků měla politický podtext.[zdroj?] O jeho smrti místní tisk neinformoval.

## Pamětní deska
Dne 9. května 1999 byla na domě čp. 21 na Velkém náměstí odhalena pamětní deska z hořického pískovce s bronzovým reliéfem připomínající místo jeho narození.